# Bedourie
Bedourie is een plaats in de Australische deelstaat Queensland en telt 142 inwoners (2006).